# Lawrence Kermit White

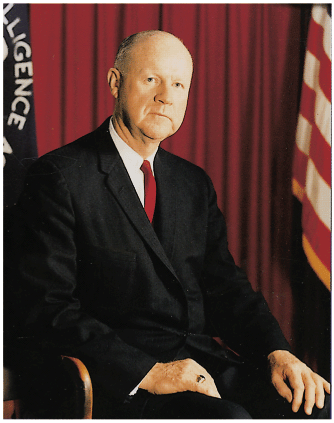
Lawrence Kermit White

Colonel Lawrence Kermit "Red" White (* 10. Juni 1912 in Tennessee; † 5. April 2006) war ein US-amerikanischer Armeeoffizier während des Zweiten Weltkriegs, Direktor des Foreign Broadcast Information Service und später stellvertretender Leiter der CIA.

## Karriere
White trat 1947 in die CIA ein. 1950 bis 1952 war er Deputy Assistant Director of the Office of Operations und Assistant to the Deputy Director for Administration von 1952 bis 1954. Von 1964 bis 1972 war er Executive Director-Comptroller. Dann trat er in den Ruhestand.